# Park Slope Food Coop

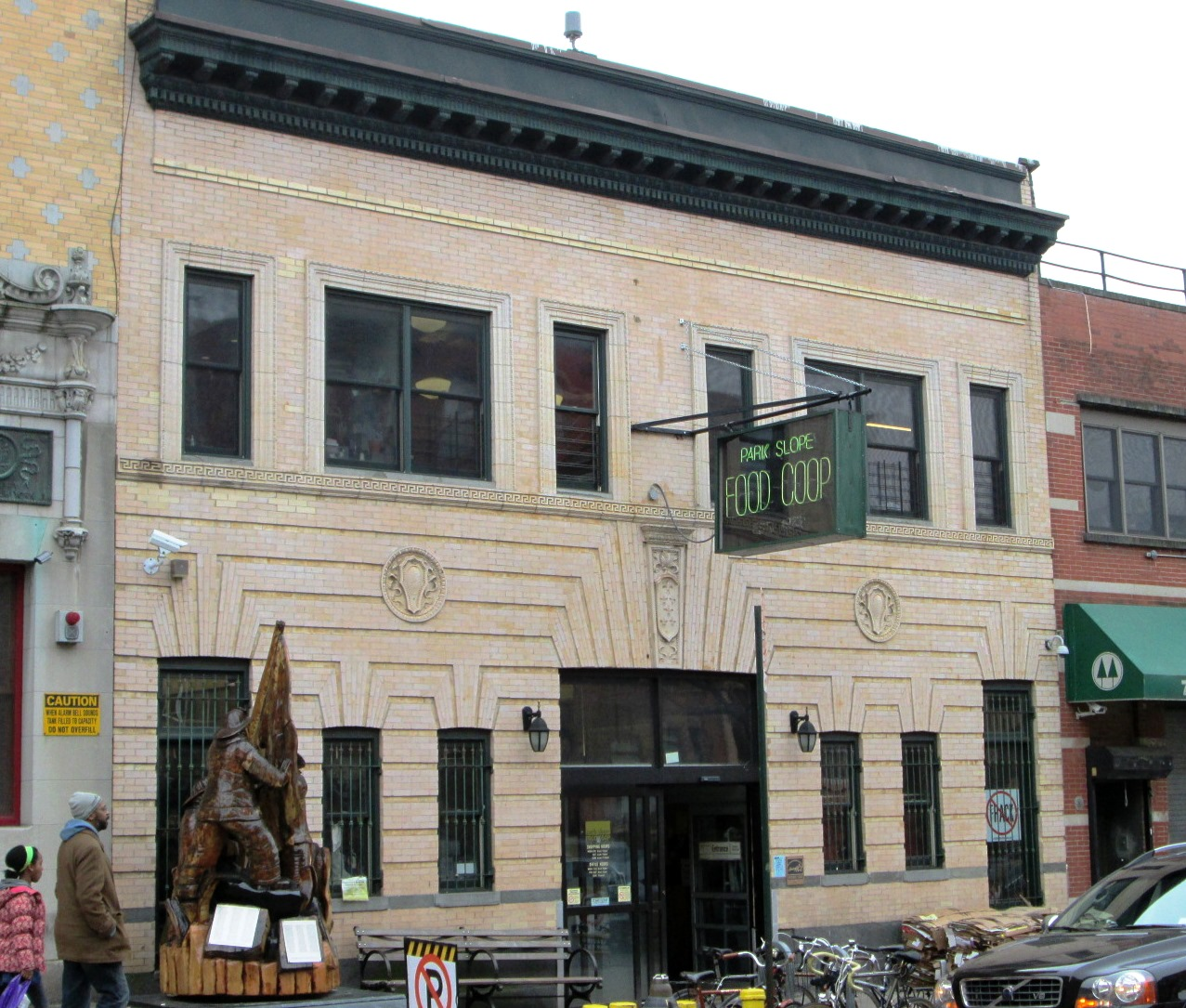
El edificio principal de la Park Slope Food Coop 782 Union Street a Nueva York.

La Park Slope Food Coop (PSFC) es un supermercado cooperativo participativo alimentario ubicado en Park Slope, barrio de Brooklyn en Nueva York. Es una de las más antiguas cooperativas alimentarias activas en Estados Unidos. Como cooperativa alimentaria, uno de sus objetivos es ser un «agente de compra de sus miembros, no un agente de venta para toda la industria». Los que no son socios o socias de la cooperativa pueden visitar la tienda, pero no pueden hacer la compra. 
La Cooperativa cuenta hoy aproximadamente con 16 000 miembros. En 2010, ha realizado una cifra de asuntos de 39,4 millones de dólares. Cada miembro adulto de la PSFC se compromete a participar voluntariamente en las tareas del supermercado 2 horas y 45 minutos todas las 4 semanas. A cambio de estos compromisos, puede hacer sus compras en el supermercado cooperativo. 
La tienda vende una gran variedad de alimentos y productos de higiene y limpieza, generalmente respetuosos del medio ambiente y a precios inferiores a aquellos de los supermercados de la gran distribución. La Cooperativa compra a precio justo a sus proveedores y le añade un margen a la reventa de solo del 21 % contra 26 al 100 % en un supermercado clásico. Estos precios bajos son posibles gracias al trabajo voluntario proporcionado por los miembros. La abundancia de mano de obra  ha hecho nacer trabajos de comodidad, tales que de los acompañantes de compradores hasta su coche o parada de transportes en común, trayendo a su lugar su carrito de compra vacío.
La PSFC edita un periódico bautizado irónicamente Linewaiter's Gazette (La Gazeta de las colas), a causa de las filas de esperas importantes en las cajas. 
El estatus legal de la PSFC es aquel de una sociedad cooperativa regida por la ley estatal de Nueva York.

## Dirección y gestión

### Consejo de administración
La PSFC es una sociedad cooperativa constituida en virtud de la ley estatal de Nueva York. Está gestionado por un consejo de administración compuesta de cinco miembros elegidos por los socios y las socias de la cooperativa para mandatos de tres años y escogidos entre ellos y ellas. El coordinador general con más antigüedad presente a la reunión (habitualmente Joe Holtz) sirve como miembro que vota ex officio.

### Asamblea general
El Consejo de administración organiza cada mes una Asamblea general donde los socios y las socias debaten y votan las decisiones importantes de la cooperativa. La orden del día de la Asamblea general está fijado por un Comité a cargo de la orden del día (Agenda Committee), y la reunión ella-misma está gestionada por el presidente del Comité. Su presidencia rotativa hace que sus miembros ocupa esta plaza alternándose al servicio de la Asamblea general.

### Coordinadores generales
El funcionamiento cotidiano de la PSFC, o sea el trabajo hecho por los socios y las socias, está gestionado por asalariados llamados coordinadores. La parte de las compras, la gestión financiaria, contabilidad y recursos humanos la gestionan otros asalariados, los coordinadores generales, contratados por la Asamblea general y aprobados por el Consejo de administración.

## La acción política y el medio ambiente
La cooperativa tiene una larga tradición de acción política. En la época del apartheid negaba a vender productos originarios de Sudáfrica. Durante el periodo de la dictadura de Pinochet en Chile, dejó de vender la uva chilena. Dejó de vender los productos de la marca Nestlé debido a la campaña de esta sociedad para promover sus preparaciones para lactantes en lugar de la lactancia maternal.

### Organización de boicots
Los boicots decididos por la PSFC deben de ser renovados cada año por la Asamblea general, o se dejan. Desde 2004, la PSFC boicotea los productos de la compañía Coca-Cola incluyendo las marcas Minute Maid y Odwalla para protestar contra sus prácticas de explotación de los recursos naturales en los países del tercer mundo y las condiciones laborales en esta empresa. Desde 2010, la PSFC boicotea la marca Flaum Appetizing Products debido a sus violaciones del derecho del trabajo.

### Agua en botellas y bolsas de plástico
En 2008, la Asamblea general de la PSFC ha decidido que la cooperativa dejaría la venta de agua en botellas y el suministro de las bolsas de plástico en la caja.

### La utilización por Barneys del término «coop»
En 2010, en respuesta a un anuncio hecho por el minorista de ropa para hombres Barneys New York que abriría una tienda en Brooklyn llamado Barneys Coop, la Asamblea general de la PSFC ha considerado de tomar medidas a la luz de violación aparente de la ley de las sociedades cooperativas de Nueva York, que limita la utilización del término «cooperación» a las solas empresas cooperativas. Los coordinadores generales han informado el Fiscal general estatal de Nueva York de la infracción y ha presentado a la Asamblea general de julio de 2010 de la PSFC un proyecto para iniciar un procedimiento en justicia. Esta proposición ha sido rechazada debido a los costes previstos. Una proposición más limitada ha sido aprobada por la Asamblea general de agosto de 2010, pero más tarde anulado por razones de procedimiento.

### Boicot propuesto de los productos fabricados en Israel
En 2009, el Jewish Daily Forward ha indicado erróneamente que la cooperativa prohibía o consideraba prohibir la venta de los productos israelíes en sus estanterías para protestar contra la ofensiva militar israelí a Gaza de 2009. En realidad, tal proposición no había sido puesta a la orden del día de la Asamblea general del PSFC. Este propósito no comprometía a la cooperativa, ya qué estaba basado en dos cartas de socios publicadas en el número del 12 de febrero de 2009 del periódico de la PSFC Linewaiter's Gazette.
Durante tres años, los miembros de la cooperativa han expresado sus opiniones personales en la Gazette en lo relativo a un boicot potencial de productos israelíes, y el 26 de julio de 2011, la Asamblea general ha examinado sin dar de continuación la proposición de organizar un referéndum de los miembros de la PSFC para escoger de coger el movimiento Boycott, Divestment and Sanciones. El 27 de marzo de 2012 la Asamblea general de la PSFC tuvo lugar al Brooklyn Technical High School debido a una participación sin precedente de cerca de 1 700 miembros (once veces más que de costumbre). Después de una discusión animada, ha rechazado una proposición que pretende organizar un tal referéndum.

## Historia

### Orígenes
La PSFC ha sido fundada en 1973. La Cooperativa comienza por subarrendar su local al Centro Comunitario Mongoose. En 1977, el Centro Comunitario Mongoose desaparece y la Cooperativa empieza entonces a alquilar directamente el local.

### Espacio permanente
En 1978, la Cooperativa empieza a alquilar el local del 782 Union Street con una opción de compra a la expiración de un contrato de dos años. De cara a esa adquisición, la Cooperativa renovó el edificio y lo compró en 1980. 
A esta compra inicial le siguió en 1988 y 1999 la compra de los dos edificios inmediatamente al oeste, con trabajos de renovación realizada respectivamente en 1991 y 2001.
En el presente la PSFC ya no puede agrandarse, porque sus edificios están tomados entre aquellos de un cuartel de bomberos y de una escuela católica.

### Reembolso de la hipoteca
En diciembre de 2009, la Cooperativa ha pagado 707 000 $ sobre la hipoteca para los tres edificios. Este pago ha sido efectuado sin penalidades, según el titular de la hipoteca, la Nacional Cooperative Bank, en el marco de la asistencia necesaria a empresas después de la crisis bancaria de 2008-2009.

## Proyectos franceses y belgas inspirados por el ejemplo neoyorquino
La asociación francesa les Amis de la Louve ha permitido la abertura en noviembre de 2016 de un supermercado cooperativo en París, inspirado por la experiencia de la Park Slope Food Coop,.
Otros supermercados cooperativos y participativos están abiertos o en proyecto en Francia, Bélgica, Italia o España como : 
- La Meute, a Gorda en Alpes Marítimos ;
- Otsokop,[24] a Bayona en Pirineos Atlánticos ;
- SuperCoop, a Burdeos ;
- La Chouette Coop, a Toulouse ;
- Superquinquin, a Lille ;
- Scopéli, a Nantes para 2018,.[25][26]
- Beescoop, a Bruselas ;
- Breizhicoop, a Rennes ;
- La Cagette, a Montpellier ;[27]
- El Hormiguero a St Etienne (abril de 2019) ;[28]
- Mañana, a Lyon para 2018 ;[29]
- La Grande Epicerie General, a Nancy ;[30]
- El Chaudron a Versalles en proyecto ;[31]
- una asociación de préfiguration del proyecto de una tienda cooperativa y participativa en la aglomeración de Dijon;[32]
- Súper Cafoutch, a Marsella;[33]
- El élèfàn a Grenoble;[34]
- Lalouet'Coop Los Herbiers;[35]
- La Coop Los gansos salvajes en Colmar ;[36]
- La Marcasserie a Charleville-Mézières ;
- Ti Coop a Brest
- Coop' Cot a Créteil ;[37]

## Críticas
El requisito de turnos de trabajo de la PSFC, que incluye que todos los miembros adultos de una vivienda tengan participación obligatoriamente, suscitó críticas durante la década del 2000. En febrero de 2011, The New York Times reportó sobre acusaciones de que algunos miembros le pedían a sus niñeras cubrir sus turnos de trabajo.

## Fuente
- Los matériaux a la base de este artículo provienen de la traducción del artículo Park Slope Food Coop de la Wikipedia en inglés.